# 深川中継局
深川中継局（ふかがわちゅうけいきょく）は、北海道深川市納内町にある中継局。

## 概要
- 深川市と旭川市との境界上にある常盤山に設置。NHK・民放各局とも1つの送信局舎・鉄塔に集約されている。
- 主な放送エリアは深川市・雨竜郡（幌加内町は幌加内中継局のエリア）全域、旭川市神居町の神居古譚地区、芦別市北部および滝川市・新十津川町の一部。
- 深川市を中心とする地域は空知総合振興局の所在地である岩見沢市よりも上川総合振興局の所在地である旭川市に近いため、すべての局が旭川送信所から中継している（HBC・STVのアナログテレビは東旭川送信所）。また、留萌テレビ中継局と結ぶなど留萌振興局管内への放送波の受け渡しにも重要な役割を果たしている。
- NHK総合・FMはかつて札幌放送局から中継（受信元は歌志内中継局）していたが、現在は旭川放送局から中継している。
- NHK教育および民放各局は当初より旭川送信所から中継している。

## 地上デジタルテレビジョン放送送信設備
| ID | 放送局名             | 物理 チャンネル | 空中線 電力 | ERP  | 放送対象地域              | 放送区域 内世帯数 | 本放送開始日    |
| -- | -------------------- | --------------- | ----------- | ---- | ------------------------- | ----------------- | --------------- |
| 1  | HBC 北海道放送       | 45              | 10W         | 200W | 北海道                    | 約18,200世帯      | 2008年 12月25日 |
| 2  | NHK 旭川教育         | 41              | 10W         | 210W | 全国                      | 約18,200世帯      | 2008年 12月25日 |
| 3  | NHK 旭川総合         | 31              | 10W         | 220W | 上川・留萌・ 宗谷・北空知 | 約18,200世帯      | 2008年 12月25日 |
| 5  | STV 札幌テレビ放送   | 51              | 10W         | 200W | 北海道                    | 約18,200世帯      | 2008年 12月25日 |
| 6  | HTB 北海道テレビ放送 | 43              | 10W         | 210W | 北海道                    | 約18,200世帯      | 2008年 12月25日 |
| 7  | TVh テレビ北海道     | 47              | 10W         | 210W | 北海道                    | 約18,200世帯      | 2008年 12月25日 |
| 8  | UHB 北海道文化放送   | 49              | 10W         | 210W | 北海道                    | 約18,200世帯      | 2008年 12月25日 |

- NHK旭川放送局・民放ともに2008年12月25日に開局した。
- デジタルでは北空知で実現できなかった民放の音声多重放送を受信することが出来る。
- 2008年12月8日、NHK及び民放5社で試験電波の発射を開始した。

## 地上アナログテレビジョン放送送信設備
| チャンネル | 放送局名             | 空中線 電力       | ERP                  | 放送対象地域                         | 放送区域 内世帯数 | 偏波面   | 運用開始日     |
| ---------- | -------------------- | ----------------- | -------------------- | ------------------------------------ | ----------------- | -------- | -------------- |
| 16         | NHK 旭川教育         | 映像100W/ 音声25W | 映像1.85kW/ 音声470W | 全国                                 | 不明              | 水平偏波 | 1971年 11月6日 |
| 18         | NHK 旭川総合         | 映像100W/ 音声25W | 映像1.8kW/ 音声450W  | 道北圏 （上川・留萌・ 宗谷・北空知） | 不明              | 水平偏波 | 1971年 11月6日 |
| 20         | HBC 北海道放送       | 映像100W/ 音声25W | 映像2kW/ 音声510W    | 北海道                               | 不明              | 水平偏波 | 1971年 11月6日 |
| 22         | STV 札幌テレビ放送   | 映像100W/ 音声25W | 映像2kW/ 音声510W    | 北海道                               | 不明              | 水平偏波 | 1971年 11月6日 |
| 24         | HTB 北海道テレビ放送 | 映像100W/ 音声25W | 映像2.1kW/ 音声520W  | 北海道                               | 不明              | 水平偏波 | 1971年 11月6日 |
| 26         | UHB 北海道文化放送   | 映像100W/ 音声25W | 映像2.1kW/ 音声530W  | 北海道                               | 不明              | 水平偏波 | 1972年 10月1日 |
| 28         | TVh テレビ北海道     | 映像100W/ 音声25W | 映像2.1kW/ 音声530W  | 北海道                               | 不明              | 水平偏波 | -              |

## FMラジオ放送
| 周波数 （MHz） | 放送局名   | 空中線 電力 | ERP   | 放送対象地域                         | 放送区域 内世帯数 | 偏波面   | 運用開始日      |
| -------------- | ---------- | ----------- | ----- | ------------------------------------ | ----------------- | -------- | --------------- |
| 84.0           | NHK 旭川FM | 10W         | 14.5W | 道北圏 （上川・留萌・ 宗谷・北空知） | 不明              | 水平偏波 | 1972年 10月14日 |

- 隣接するNHK札幌FMの歌志内中継局（84.3MHz、100W）および旭川市のコミュニティ放送FMりべーる（83.7MHz、20W）との周波数間隔がともに0.3MHzしかない。そのため電界強度の強い地域では混信する場合がある。
- AIR-G'・FM NORTH WAVEは中継局を設置していない。